# Centrolepis ciliata
Centrolepis ciliata är en gräsväxtart som först beskrevs av Joseph Dalton Hooker, och fick sitt nu gällande namn av George Claridge Druce. Centrolepis ciliata ingår i släktet Centrolepis och familjen Centrolepidaceae. Inga underarter finns listade i Catalogue of Life.